# Axel Witsel
Axel Laurent Angel Lambert Witsel (* 12. ledna 1989 Lutych) je belgický profesionální fotbalista, který hraje na pozici defensivního záložníka za španělský klub Girona FC a za belgický národní tým. Účastník MS 2014 v Brazílii a EURA 2016 ve Francii.

## Klubová kariéra

### Standard Lutych

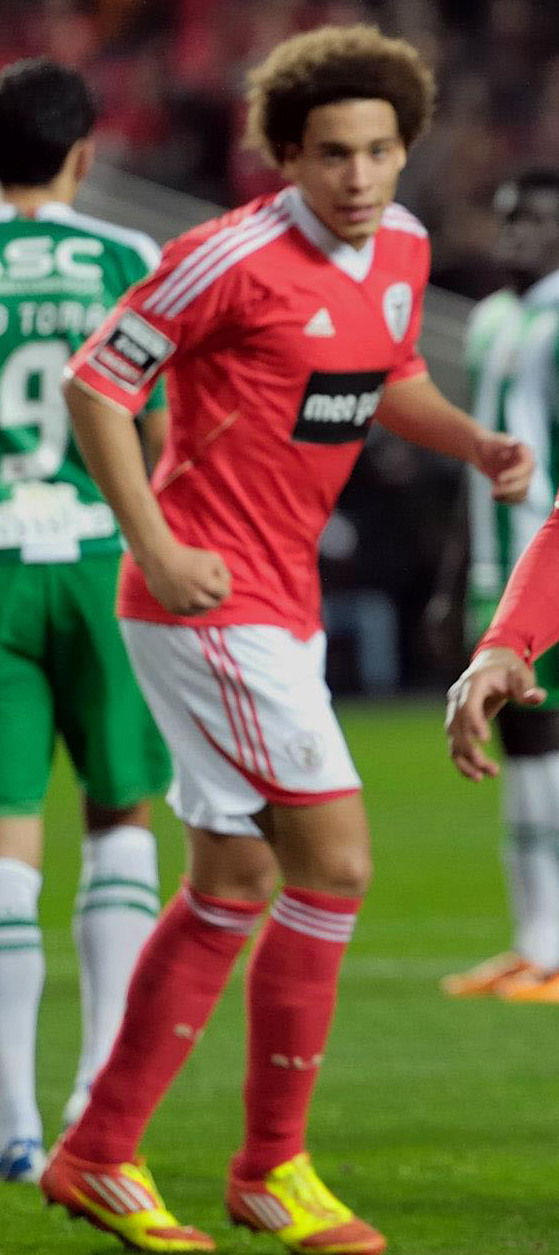
Axel Witsel v dresu Benficy Lisabon.

V belgickém klubu Standard Lutych, v němž fotbalově vyrůstal, získal dvakrát ligový titul a jednou národní pohár. V sezóně 2008/09 Standard dokázal obhájit ligový titul v závěrečném dvouzápasovém playoff proti rivalu Anderlechtu Brusel (oba kluby měly na konci shodně po 77 bodech, v Belgii v tomto případě následuje finálové playoff). Witsel jediným gólem rozhodl 24. května 2009 v odvetném zápase o vítězství Standardu 1:0 a tím i o titulu.
Witsel obdržel také nejvyšší individuální ocenění – belgickou Zlatou kopačku, která se uděluje nejlepšímu fotbalistovi belgické ligy (získal ji za rok 2008). 30. srpna 2009 způsobil nevybíravým faulem polskému reprezentantovi Marcinu Wasilewskému otevřenou zlomeninu holenní a lýtkové kosti ve 24. minutě zápasu Jupiler League mezi Anderlechtem Brusel a Standardem Lutych, který skončil remízou 1:1. Ihned dostal červenou kartu a následně trest zákazu startu na 10 ligových utkání.

### Benfica Lisabon
Po 6 letech se v roce 2011 přesunul do Portugalska do Benficy Lisabon. Zde podepsal 5letý kontrakt s výstupní klauzulí na 40 mil. €. V Benfice strávil pouze jednu sezónu.
Witsel se dvakrát střelecky prosadil ve 4. předkole Ligy mistrů 24. srpna 2011 proti nizozemskému klubu FC Twente, čímž pomohl portugalskému klubu k postupu do základní skupiny, Benfica zvítězila 3:1 a celkové skóre z tohoto dvojzápasu měla 5:3). V základní skupině postoupila Benfica z prvního místa se ziskem 12 bodů do osmifinále proti Zenitu Petrohrad, přes nějž postoupila po výsledcích 2:3 a 2:0 (celkové skóre 4:3). Ve čtvrtfinále pak přišla dvakrát porážka od pozdějšího vítěze celé Ligy mistrů – anglického velkoklubu Chelsea FC (0:1 a 1:2).
9. ledna 2012 vsítil úvodní gól v portugalském ligovém poháru (v 11. minutě) proti Vitórii Guimarães, Benfica zvítězila nakonec rozdílem třídy 4:1. Další gól v poháru přidal proti Santa Claře 18. ledna 2012, když v 76. minutě stanovil konečné skóre 2:0 pro svůj klub. Benfica Lisabon se probojovala do finále 14. dubna 2012, v němž zvítězila 2:1 nad klubem Gil Vicente a zajistila si tak čtvrtou trofej v této soutěži. Axelu Witselovi se dostalo ocenění „Muž zápasu“ (Man of the Match).

### FK Zenit Petrohrad
3. září 2012 jej za 40 mil. € vykoupil ruský klub Zenit Petrohrad. Witsel podepsal smlouvu na 5 let. Příchody Witsela a brazilského legionáře Hulka vyvolaly napětí mezi ruskými fotbalisty Zenitu, kterým se nelíbily výrazně vyšší mzdy nových akvizic. Kritikou nešetřil zejména kapitán Zenitu Igor Děnisov, kterého podporoval i Alexandr Keržakov.
Witsel debutoval za petrohradský klub 14. září 2012 v utkání ruské ligy proti Tereku Groznyj. V 70. minutě nahradil na hřišti Konstantina Georgijeviče Zyrjanova, Zenit prohrál 0:2. 30. listopadu vstřelil Witsel své první dva góly v zápase proti Spartaku Moskva na moskevském stadionu Lužniki, tentokrát Zenit Petrohrad zvítězil poměrem 4:2. Axel odehrál kompletní střetnutí a skóroval v 41. minutě (na průběžných 2:1 pro hosty) a 71. minutě (na průběžných 3:1 pro hosty).
V sezóně 2012/13 Evropské ligy pomohl Witsel Zenitu k postupu do osmifinále soutěže. V šestnáctifinále bylo týmu přilosováno anglické mužstvo Liverpool FC. První zápas skončil výhrou domácího Zenitu 2:0, v odvetě v Anglii Zenit prohrál 1:3, ale díky vstřelenému gólu na hřišti soupeře postoupil dále. Witsel odehrál oba zápasy šestnáctifinále v základní sestavě. 7. března absolvoval první zápas osmifinále proti švýcarskému klubu FC Basilej, Petrohrad prohrál na stadionu St. Jakob-Park 0:2. 14. března v domácí odvetě zařídil svým gólem konečné vítězství 1:0, což Zenitu k postupu do čtvrtfinále nestačilo.

### Tianjin Quanjian
V lednu 2017 podepsal smlouvu s čínským klubem Tianjin Quanjian. Upřednostnil jej před jiným čínským týmem Shanghai SIPG a italským Juventusem Turín.

### Borussia Dortmund
Po jednom roce v Číně zamířil do Borussie Dortmund, která čínskému klubu zaplatila odstupné 20 milionů eur (513 milionů korun). Už 29letý Witsel v srpnu 2018 podepsal kontrakt do roku 2022.
Nový trenér Žlutočerných Lucien Favre, který o Witsela stál, jej poprvé nasadil do pohárového utkání proti druholigovému Greuther Fürth. Witsel zachránil tým před nečekaným vypadnutím gólem z voleje v páté minutě nastavení, následné prodloužení rozhodl Marco Reus, Dortmund postoupil do 2. kola.

## Reprezentační kariéra

### Mládežnické reprezentace
Axel Witsel působil v téměř všech mládežnických reprezentacích Belgie. S reprezentací do 21 let se zúčastnil Mistrovství Evropy U21 v roce 2007 v Nizozemsku, kde Belgie postoupila s 5 body ze základní skupiny A ze druhého místa za Nizozemskem. Ve vyřazovací části pak prohrála v semifinále se Srbskem 0:2.

### A-mužstvo
V A-mužstvu Belgie debutoval 26. března 2008 v přátelském utkání proti Maroku. Ačkoli belgický národní tým prohrál 1:4, Witsel v zápase vstřelil svůj první gól v seniorské reprezentaci.
25. března 2011 vstřelil ve Vídni oba góly při výhře 2:0 nad domácím Rakouskem v kvalifikaci na Euro 2012, Belgie nakonec nedosáhla ani na druhou příčku zajišťující buď přímý postup na šampionát nebo baráž. S 15 dosaženými body zaostala o 2 body za druhým Tureckem.
6. února 2013 nastoupil v Bruggách proti hostujícímu Slovensku, Belgie zvítězila 2:1 gólem Driese Mertense z 90. minuty. Witsel hrál do 86. minuty, pak byl vystřídán. 22. března 2013 nastoupil v kvalifikačním zápase ve Skopje proti domácí Makedonii, který skončil vítězstvím Belgie 2:0. Absolvoval i domácí kvalifikační utkání na MS 2014 26. března proti stejnému soupeři, Belgie zvítězila 1:0. Trenér belgického národního týmu Marc Wilmots jej zařadil na 23člennou soupisku pro Mistrovství světa ve fotbale 2014 v Brazílii, kam Belgie suverénně postoupila z prvního místa evropské kvalifikační skupiny A. Se šampionátem se Belgie rozloučila čtvrtfinálovou porážkou 0:1 s Argentinou.
Trenér Marc Wilmots jej nominoval i na EURO 2016 ve Francii, kde byli Belgičané vyřazeni ve čtvrtfinále Walesem po porážce 1:3. Nastoupil ve všech pěti zápasech svého mužstva na šampionátu a jednou skóroval (v utkání základní skupiny proti Irsku).

### Reprezentační góly
Góly Axela Witsela v belgickém reprezentačním A-mužstvu
| 1                  | 26. 3. 2008  | Stadion krále Baudouina, Brusel, Belgie      | Maroko    | 1:200(50.) | 1:4 | přátelský zápas          |
| 2                  | 17. 11. 2009 | Stade Louis Dugauguez, Sedan, Francie        | Katar     | 1:000(20.) | 2:0 | přátelský zápas          |
| 3                  | 9. 2. 2011   | Jules Ottenstadion, Gent, Belgie             | Finsko    | 1:000(61.) | 1:1 | přátelský zápas          |
| 4                  | 25. 3. 2011  | Ernst-Happel-Stadion, Vídeň, Rakousko        | Rakousko  | 0:1000(6.) | 0:2 | kvalifikace na Euro 2012 |
| 5                  | 25. 3. 2011  | Ernst-Happel-Stadion, Vídeň, Rakousko        | Rakousko  | 0:200(50.) | 0:2 | kvalifikace na Euro 2012 |
| 6                  | 4. 9. 2014   | Stade Maurice Dufrasne, Lutych, Belgie       | Austrálie | 2:00(77.)  | 2:0 | přátelský zápas          |
| 7                  | 18. 6. 2016  | Nouveau stade de Bordeaux, Bordeaux, Francie | Irsko     | 2:00(61.)  | 3:0 | EURO 2016                |
| Platí k 3. 7. 2016 |              |                                              |           |            |     |                          |

## Úspěchy

### Individuální
- 1× nejlepší mladý hráč belgické ligy (2007/08)
- 1× Zlatá kopačka Belgie (nejlepší hráč belgické ligy) (2008)